# Olympische Sommerspiele 1904/Bogenschießen
| Bogenschießen bei den III. Olympischen Sommerspielen | Bogenschießen bei den III. Olympischen Sommerspielen |
| Olympische Ringe · Bogenschießen                     | Olympische Ringe · Bogenschießen                     |
| Informationen                                        | Informationen                                        |
| ---------------------------------------------------- | ---------------------------------------------------- |
| Teilnehmer:                                          | 29 Athleten                                          |
| Datum:                                               | 19. September–21. September                          |
| Austragungsort:                                      | St. Louis                                            |
| Wettkampfort:                                        | Francis Field                                        |
| Entscheidungen:                                      | 6                                                    |
| ← Paris 1900                                         | London 1908 →                                        |
| Olympische Ringe                                     | Bogenschießen                                        |

| Olympische Sommerspiele 1904 (Medaillenspiegel Bogenschießen) | Olympische Sommerspiele 1904 (Medaillenspiegel Bogenschießen) | Olympische Sommerspiele 1904 (Medaillenspiegel Bogenschießen) | Olympische Sommerspiele 1904 (Medaillenspiegel Bogenschießen) | Olympische Sommerspiele 1904 (Medaillenspiegel Bogenschießen) | Olympische Sommerspiele 1904 (Medaillenspiegel Bogenschießen) |
| Platz                                                         | Mannschaft                                                    | Goldmedaillen                                                 | Silbermedaillen                                               | Bronzemedaillen                                               | Total                                                         |
| ------------------------------------------------------------- | ------------------------------------------------------------- | ------------------------------------------------------------- | ------------------------------------------------------------- | ------------------------------------------------------------- | ------------------------------------------------------------- |
| 01                                                            | Vereinigte Staaten                                            | 6                                                             | 5                                                             | 5                                                             | 16                                                            |

Bei den III. Olympischen Spielen 1904 in St. Louis wurden vom 19. bis 21. September sechs Wettbewerbe im Bogenschießen ausgetragen, je drei für Männer und Frauen. Austragungsort war das Innenfeld des Stadions Francis Field.
Es nahmen ausschließlich US-Amerikaner teil, wodurch lange Zeit Zweifel bestanden, ob diese Wettbewerbe überhaupt olympisch oder nur nationale Meisterschaften waren. Für ersteres spricht, dass theoretisch auch Ausländer hätten teilnehmen können und nur Amateure zugelassen waren. Bei den sechs Teilnehmerinnen handelte es sich ausschließlich um die Ehefrauen männlicher Teilnehmer.

## Männer

### Double York Round
| Platz | Land | Team             | Punkte |
| ----- | ---- | ---------------- | ------ |
| 1     | USA  | George Bryant    | 820    |
| 2     | USA  | Robert Williams  | 819    |
| 3     | USA  | William Thompson | 816    |
| 4     | USA  | Wallace Bryant   | 618    |
| 5     | USA  | Benjamin Keys    | 532    |
| 6     | USA  | Edward Frentz    | 528    |

Datum: 20. September 1904
Die Double York Round bestand aus zwei Durchgängen (Single York Rounds), die am Morgen und am Nachmittag zu absolvieren waren. Dabei musste jeder der 16 teilnehmenden Schützen pro Durchgang 72 Pfeile aus 100 Yards (91,44 m) Entfernung, 48 Pfeile aus 80 Yards (73,15 m) und 24 Pfeile aus 60 Yards (54,86 m) abschießen.

### Double American Round
| Platz | Land | Team             | Punkte |
| ----- | ---- | ---------------- | ------ |
| 1     | USA  | George Bryant    | 1048   |
| 2     | USA  | Robert Williams  | 991    |
| 3     | USA  | William Thompson | 949    |
| 4     | USA  | Charles Woodruff | 907    |
| 5     | USA  | Wallace Bryant   | 818    |
| 6     | USA  | Cyrus Dallin     | 816    |

Datum: 20. September 1904
Die American York Round umfasste zwei Durchgänge (Single American Rounds) am Morgen und am Nachmittag. Es nahmen 22 Schützen teil. Jeder Schütze musste je 30 Pfeile aus einer Entfernung von 60 Yards (54,86 m), 50 Yards (45,72 m) und 40 Yards (36,58 m) abschießen.

### Team American Round
| Platz | Land | Team                                                                                              | Punkte |
| ----- | ---- | ------------------------------------------------------------------------------------------------- | ------ |
| 1     | USA  | Potomac Archers (Washington, D.C.) William Thompson, Robert Williams, Lewis Maxson, Galen Spencer | 1344   |
| 2     | USA  | Cincinnati Archers Charles Woodruff, William Clark, Charles Hubbard, Samuel Duvall                | 1341   |
| 3     | USA  | Boston Archers George Bryant, Wallace Bryant, Cyrus Dallin, Henry Richardson                      | 1268   |
| 4     | USA  | Chicago Archers Benjamin Keys, Homer Taylor, Edward Weston, Edward Bruce                          | 942    |

Datum: 21. September 1904
Am Mannschaftswettkampf in der Double American Round nahmen vier Teams mit je vier Mitgliedern teil. Die siegreichen Potomac Archers erzielten zwar insgesamt weniger Treffer, hatten aber am Ende drei Punkte mehr als die zweitplatzierten Cincinnati Archers.
Der 64-jährige Galen Taylor ist bis heute der älteste US-amerikanische Olympiasieger aller Zeiten. Der 68-jährige Samuel Duvall ist der älteste US-amerikanische Olympiateilnehmer und Medaillengewinner. Übertroffen wurden sie 1920 vom 72-jährigen Schweden Oscar Swahn.

## Frauen

### Double National Round
| Platz | Land | Team           | Punkte |
| ----- | ---- | -------------- | ------ |
| 1     | USA  | Matilda Howell | 620    |
| 2     | USA  | Emma Cooke     | 419    |
| 3     | USA  | Jessie Pollock | 419    |
| 4     | USA  | Laura Woodruff | 234    |
| 5     | USA  | Mabel Taylor   | 160    |
| 6     | USA  | Leonie Taylor  | 159    |

Datum: 20. September 1904
Die Double National Round umfasste zwei Durchgänge (Single National Rounds) am Morgen und am Nachmittag. Beteiligt waren sechs Schützinnen. Diese mussten 48 Pfeile aus 60 Yards (54,86 m) und 24 Pfeile aus 50 Yards (45,72 m) Entfernung abschießen.

### Double Columbia Round
| Platz | Land | Team           | Punkte |
| ----- | ---- | -------------- | ------ |
| 1     | USA  | Matilda Howell | 867    |
| 2     | USA  | Emma Cooke     | 630    |
| 3     | USA  | Jessie Pollock | 630    |

Datum: 19. September 1904
Die Double Columbia Round bestand aus zwei Single Columbia Rounds, je eine am Morgen und am Nachmittag. Abzuschießen hatten die sechs beteiligten Schützinnen je 24 Pfeile aus 50 Yards (45,72 m), 40 Yards (36,58 m) und 30 Yards (27,43 m).

### Team Round
| Platz | Land | Team                                                                             | Punkte |
| ----- | ---- | -------------------------------------------------------------------------------- | ------ |
| 1     | USA  | Cincinnati Archers Matilda Howell, Jessie Pollock, Laura Woodruff, Leonie Taylor | 1114   |

Datum: 21. September 1904